# Liste des boursiers Killam, par ordre alphabétique Q
| Nom              | Année | Université             | Discipline    |
| ---------------- | ----- | ---------------------- | ------------- |
| Antonio Querido  | 1969  | Université de Montréal | Mathématiques |
| George D. Quirin | 1971  | Université de Toronto  | Économique    |